# Râul Colții lui Andrei Mici
Râul Colții lui Andrei Mici este un curs de apă, afluent al râului Colții lui Andrei. 

## Hărți
- Munții Făgăraș  Arhivat în 8 septembrie 2013, la Wayback Machine.
- Alpinet - Munții Făgăraș
- Munții Iezer-Păpușa Arhivat în 11 februarie 2012, la Wayback Machine.
- Harta Județul Argeș